# بورس
Puurs (بالهولندية: Puurs) هي بلدية سابقة في شمال بلجيكا، بلغ عدد سكانها في 1 يناير 2018 17,452 نسمة.

## تاريخ
تم العثور على أدلة لإقامة الإنسان في المدينة يعود تاريخها إلى العصر الحديدي، وكذلك العصور القديمة الرومانية و عصر الميروفنجيون.

## علاقات دولية
لدى مدينة بورس اتفاق توأمة مع المدن التالية :
- دبيتسا في بولندا[2][3]

## توأمة
لبورس اتفاقيات توأمة مع:
- دبيتسا

## وصلات خارجية
- الموقع الرسمي - متاح فقط باللغة الهولندية.